# Lubrificazione vaginale

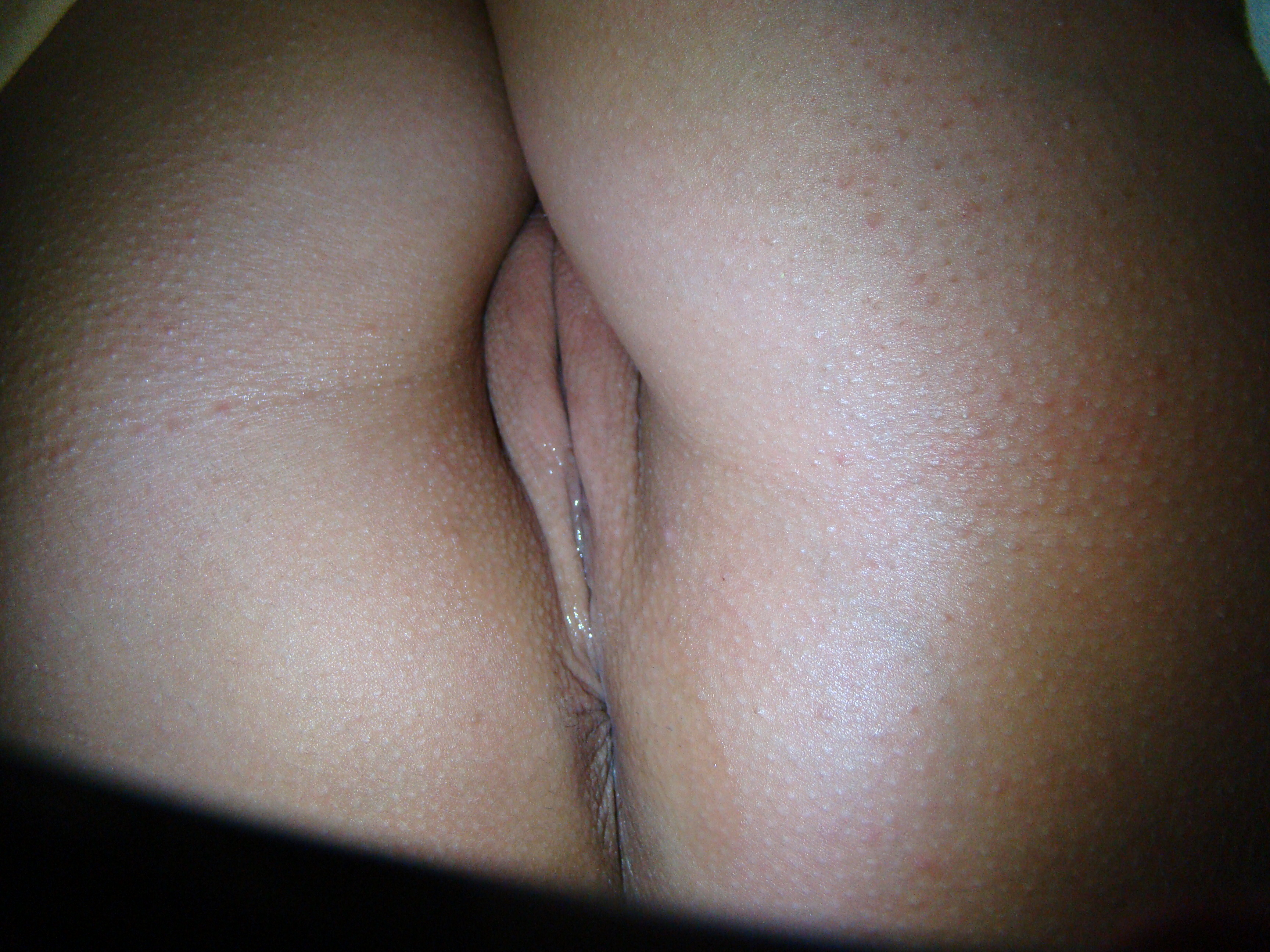
Esempio di lubrificante vaginale che fuoriesce dalla vulva

La lubrificazione vaginale è il processo in cui viene prodotto spontaneamente un fluido naturale dagli organi genitali femminili che lubrifica la vagina di una donna. La lubrificazione vaginale avviene sempre e in modo costante, ma la produzione aumenta significativamente vicino alla fase di ovulazione e durante l'eccitazione sessuale in previsione del rapporto sessuale.

## Descrizione

### Composizione
Il fluido lubrificante contiene acqua, piridina, squalene, urea, acido acetico, acido lattico, complessi alcoli e glicoli, chetoni e aldeidi. Può variare nella consistenza, sapore, colore, odore e, a seconda dell'eccitazione sessuale, la fase del ciclo mestruale, la presenza di un'infezione, alcuni farmaci, fattori genetici e la dieta.
Il fluido vaginale è leggermente acido e può diventare più acido quando la donna è affetta da alcune malattie sessualmente trasmissibili. Il normale pH del fluido vaginale è tra 3,8 e 4,5, mentre nei maschi il pH dello sperma è tipicamente tra 7,2 e 8,0 (una sostanza neutra ha un pH di 7,0).

### Produzione

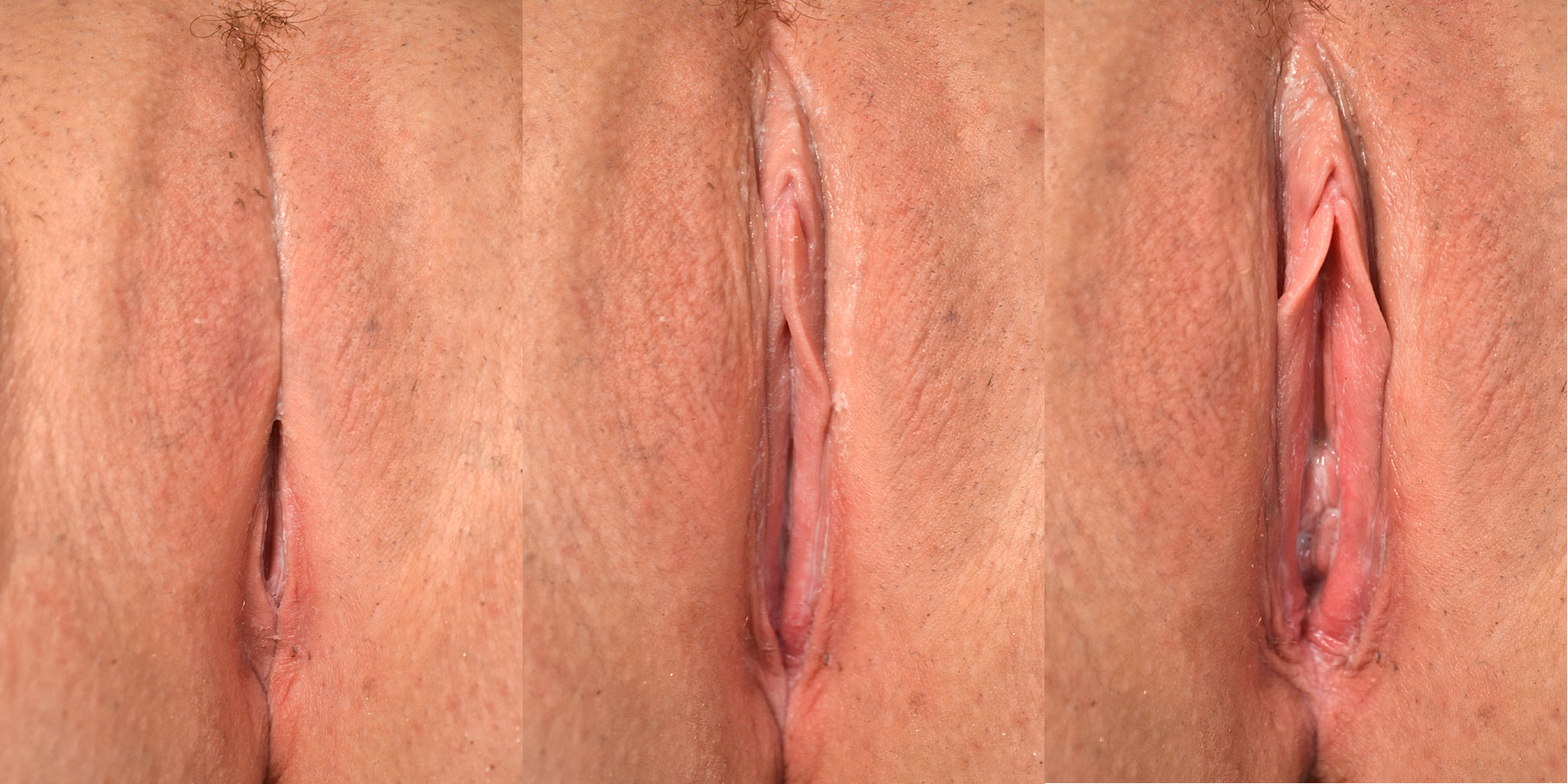
Durante l'eccitazione, le labbra della vulva si gonfiano e si dilatano a causa dell'afflusso di sangue, con la vagina che secerne lubrificante vaginale

La vagina umana è composta da nervi che rispondono al polipeptide intestinale vasoattivo (abbreviato VIP). Di conseguenza, il VIP induce un aumento del flusso sanguigno vaginale accompagnato da un aumento della lubrificazione vaginale. I risultati suggeriscono che il VIP può partecipare al controllo dei cambiamenti fisiologici locali osservati durante l'eccitazione sessuale, come la vasodilatazione genitale e l'aumento della lubrificazione vaginale. Il fluido lubrificante vaginale viene prodotto e secreto dalle pareti della vagina stessa.
La secchezza vaginale è la condizione in cui questa lubrificazione è insufficiente, e talvolta i lubrificanti artificiali sono utilizzati per aumentare la lubrificazione o per ovviare a una sua assenza. Senza una lubrificazione sufficiente, il rapporto sessuale può essere doloroso sia per le donne sia per i loro partner maschili. Il rivestimento vaginale è dotata di ghiandole, e quando la lubrificazione non è sufficiente, esse possono ovviare a tale funzione, in cui vi sono altri metodi di lubrificazione fisiologici. Infiltrazioni di plasma dalle pareti vaginali dovute alla congestione vascolare è considerata la fonte principale di lubrificazione, le ghiandole del Bartolini situate leggermente al di sotto, a sinistra e a destra dell'apertura vaginale secernono del muco per aumentare le secrezioni vaginali nella parete. Nel periodo vicino all'ovulazione, il muco cervicale fuoriesce dalla cervice favorendo ulteriormente la lubrificazione.